# Откровения Глааки
«Открове́ние Глаа́ки» (англ. Revelations of Glaaki) — вымышленное эзотерическое сочинение в двенадцати томах, придуманное Рэмси Кемпбеллом. Книга была написана в культе нежити, поклоняющейся Великому Древнему богу Глааки. Всякий раз, когда Гла'ака спал, у членов его культа были периоды свободы воли, и, поскольку они были частью Гла'аки и разделяли его воспоминания, они записывали то, что помнили о мыслях своего хозяина. Рукописи  сектантов позже стали известны как «Откровения Глааки».
Книга упоминается в произведениях Брайана Ламли, вошедших в сборник The Taint and Other Novellas (2007) — рассказ «Ужас в Оукдине» (англ. The Horror at Oakdeene, 1977), повесть «Дом над прудом» (англ. The House of the Temple, 1980).

## Описание
Рэмси Кэмпбелл впервые описывает Откровения Глааки в рассказе «Обитатель озера» (1964). Первоначально текст состоял из 11 томов, из них девять в тщательно сокращённом опубликованном издании, но в прошлом их было больше. Ходят слухи, что учёный-мифолог Антониус Куайн однажды опубликовал том исправленное издание Откровений Глааки.

Рэмси Кэмпбелл адресует книге следующие слова:
Самая злая книга или утерянный вклад в литературу оккультизма? Как и содержимое Александрийской библиотеки, она могла остаться лишь легендой.
«Откровения Глааки» — редчайший и страшнейший труд, который недоступен для непосвященных ибо его сведения слишком опасны, чтобы попасть к людям. Эти запретные знания были записаны в первой половине XIX века приспешниками бога-слизня, обитающего на дне озера близ Бричестера, графство Глостершир.
Богомерзкий труд представлял собой беспорядочное нагромождение ритуалов, заклинаний, молитв и легенд. Значительная часть текста была заимствована из других оккультных фолиантов, таких как «Некрономикон», «Книга Эйбона» и «Таинства Червей». Изначально «Откровения Глааки» состояли из одиннадцати рукописных томов. Но сохранились свидетельства, что некогда существовал и двенадцатый — продиктованный автору во сне на вершине холма Мерси под Бричестером и гораздо более редкий даже в сравнении с остальными. Позже сектанты вносили правки и всё дальше удаляясь от изначальной редакции.
Единственное известное печатное издание — выпущенное лондонским «Маттерхорн Пресс» очень малым тиражом в 1865 году — насчитывало только девять томов, «отредактированных, структурированных и исправленных Перси Смоллбимом».   Тем не менее девятитомные «Откровения Глааки» могут до сих пор храниться в частных коллекциях и специализированных библиотеках.